# Ottilienteil

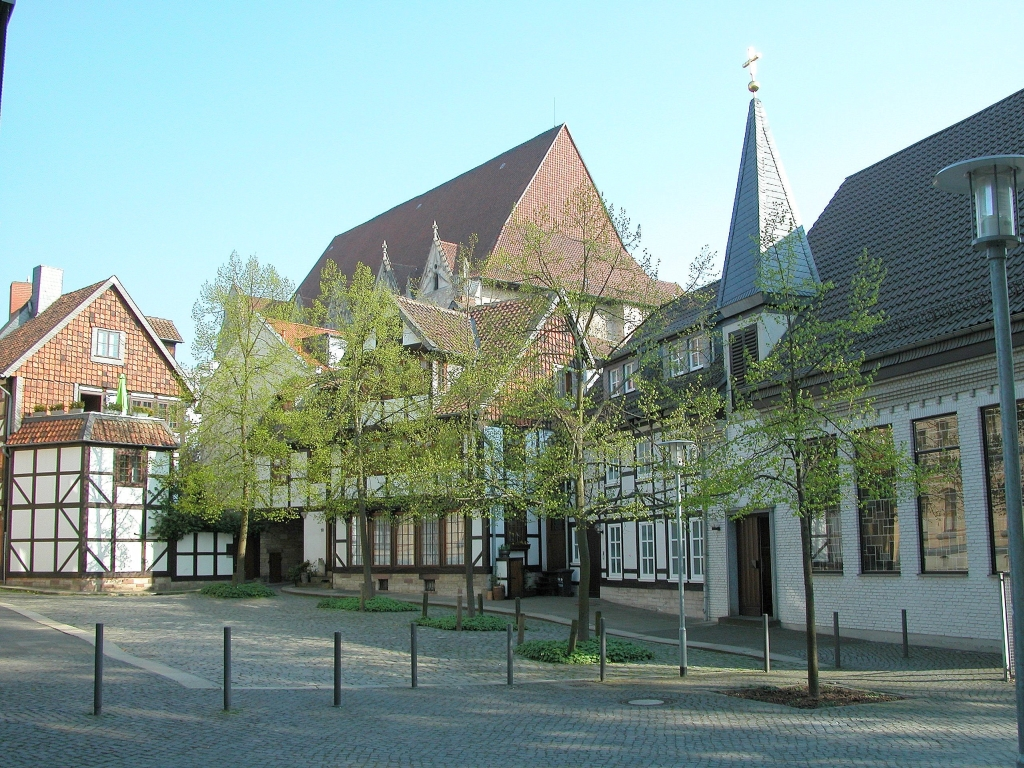
Der Ottilienteil von Nordwesten gesehen. Im Hintergrund die Aegidienkirche.

Ähnliche Ansicht um 1894

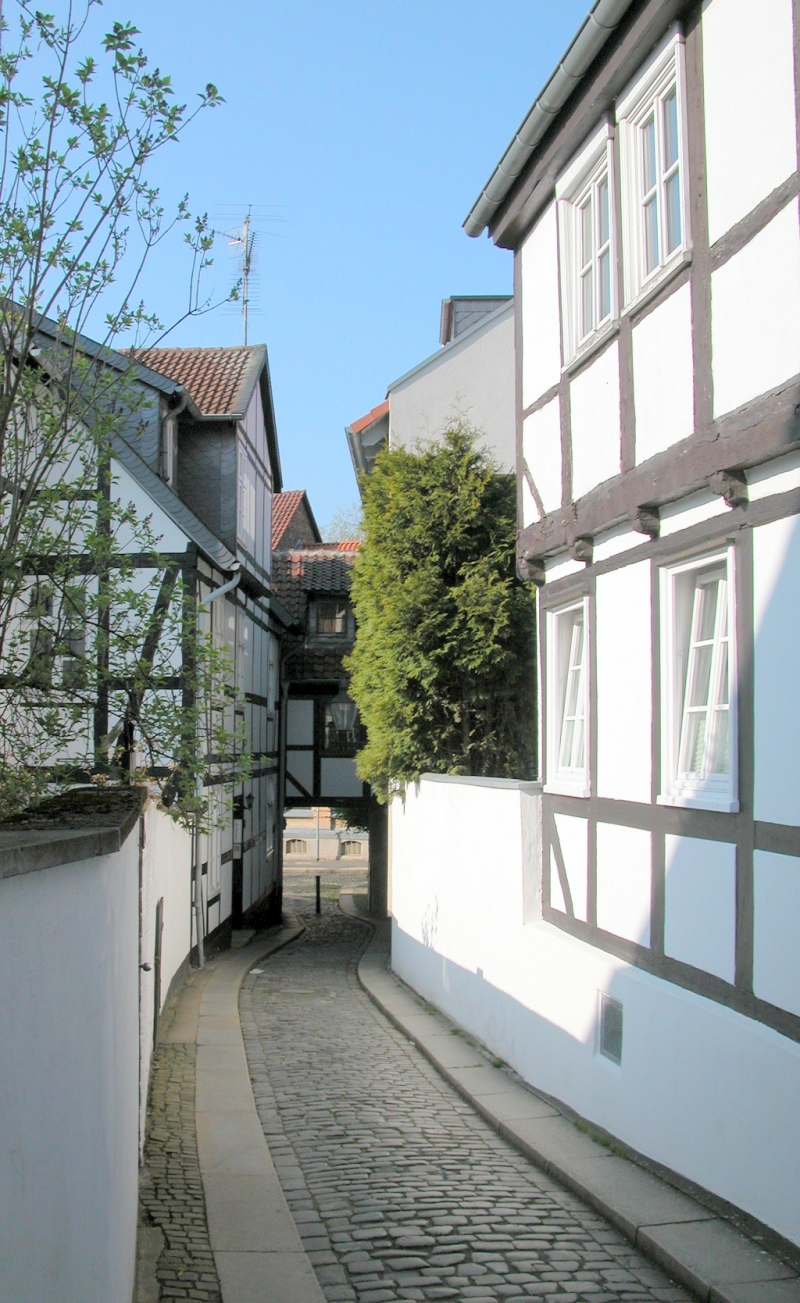
Durchgang zum ehem. Ottilienteil, 2009

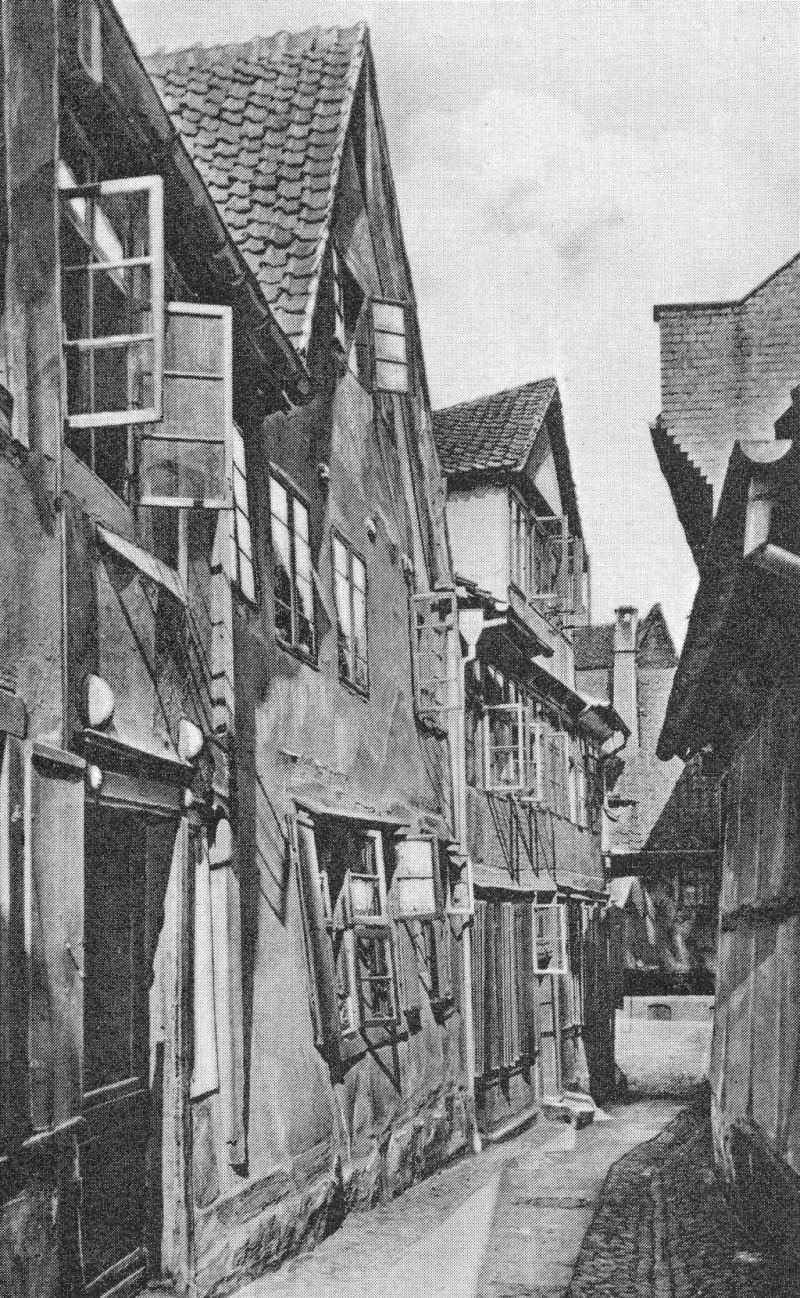
Derselbe Durchgang um 1900

Ottilienteil, in früherer Schreibweise auch Othilientheil, war einst der Name eines kleinen Platzes im Aegidienviertel in der Braunschweiger Innenstadt, dessen Geschichte bis in das Mittelalter zurückreicht. Zur Zeit seiner Entstehung war er durch seine Lage am Rande der Ägidienfreiheit und direkt an der Oker einst ziemlich abgeschieden, heute jedoch durch eine Verbindung zum Rosenhagen zumindest von drei Seiten zugänglich. Heute wird dieser Straßenraum der Ägidienstraße zugeordnet, der Straßenname Ottilienteil wurde aufgehoben.
Im Mittelalter hielt hier der Vogt des Aegidienklosters jährlich dreimal ein öffentliches Gericht über die Hörigen des Klosters ab.

## Lage
Der Ottilienteil war ursprünglich Bestandteil eines Sonderrechtsbezirks innerhalb der Stadt Braunschweig, der die Aegidienkirche umgab und als „Aegidienfreiheit“ oder auch „Klosterfreiheit“ bezeichnet wurde. Er befand sich innerhalb des Weichbildes Altewiek. Diese „Freiheit“ war rechtlich eigenständig und somit von der Stadt unabhängig.
Die heute in der Braunschweiger Innenstadt kanalisierte Oker floss teilweise bis in das 20. Jahrhundert hinein in zahlreichen Wasserarmen und -verzweigungen durch die Stadt hindurch und bildete so an einigen Stellen ein Bruch mit Landzungen. Der Ottilienteil lag an einer solchen von der Oker umflossenen Stelle, an der Ägidienmühle, heute Ägidienstraße (die bis 1861 Mühlenstraße hieß) und war nur über eine Brücke erreichbar. Der westliche Okerarm wurde bereits vor 1907 unterirdisch kanalisiert, der östliche erst nach 1945. Die Ägidienstraße erweitert sich von Osten nach Westen verlaufend platzartig und bildet dabei ein Dreieck. Begrenzt wird dieser Platz, der hauptsächlich von kleinen Fachwerkhäusern umstanden war, im Westen durch das dort 1907 errichtete Gebäude des Allgemeinen Konsum-Vereins.
Die enge, sich stellenweise gegenseitig überlagernde Bebauung mit kleinen, schmucklosen Fachwerkhäusern deutet darauf hin, dass der Ottilienteil in früheren Zeiten das Wohnquartier armer Bevölkerungsschichten war.

## Benennung
Bedeutung und Ursprung der Benennung Ottilienteil bzw. Othilientheil sind unklar und umstritten. Da er zum Sonderrechtsbezirk des Klosters gehörte, existieren aus der frühen Zeit keine städtischen Unterlagen über die dortigen Behausungen. Erst 1604 werden aufgrund von Bauarbeiten fünf Häuser erwähnt, die sich im „Zilkendey“ befanden. 1758 findet sich diese Benennung im Stadtplan wieder, 1789 gefolgt von „Tielkendey“. Erst 1813 erscheint zum ersten Mal „Ottilientheil“. 1822 jedoch wieder „Zilkendey oder Ottilientheil“. 1789 leitete Philip Christian Ribbentrop die Bezeichnung von der 1320 belegten Benennung „Sunte Ylien“ – für „Sankt Ägidien“ – ab. Auch „Thie“ für Gerichtsstätte wurde als möglicher Ursprung angeführt. Richard Andree hat um 1900 versucht nachzuweisen, dass „Zilkendei“ oder „Silkendei“ die Bedeutung Schmollwinkel hatte. Auch den Namen Sunte Ylien tey hatte er getragen.

## Näheres historisches städtebauliches Umfeld

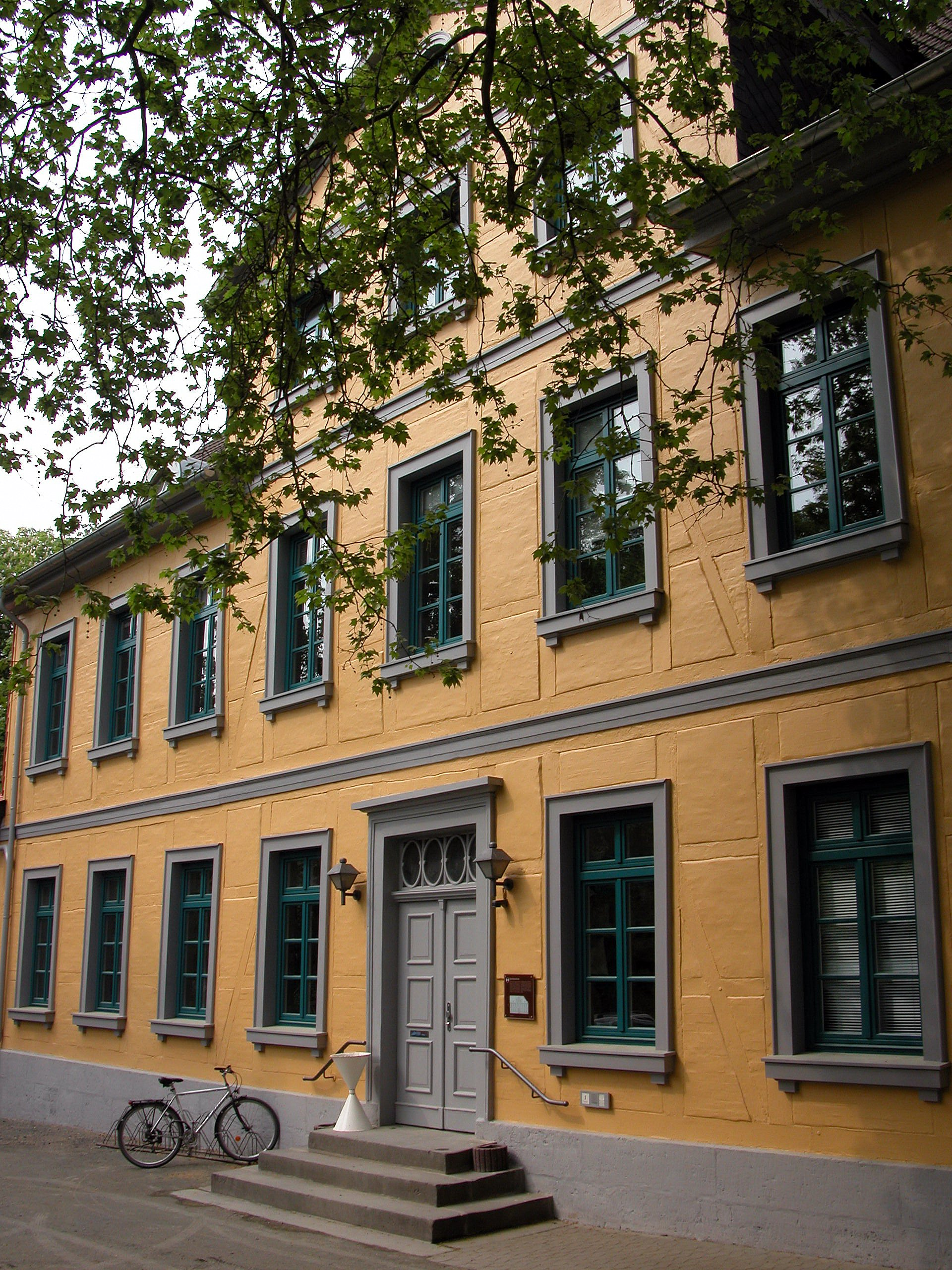
Garnison-Schule
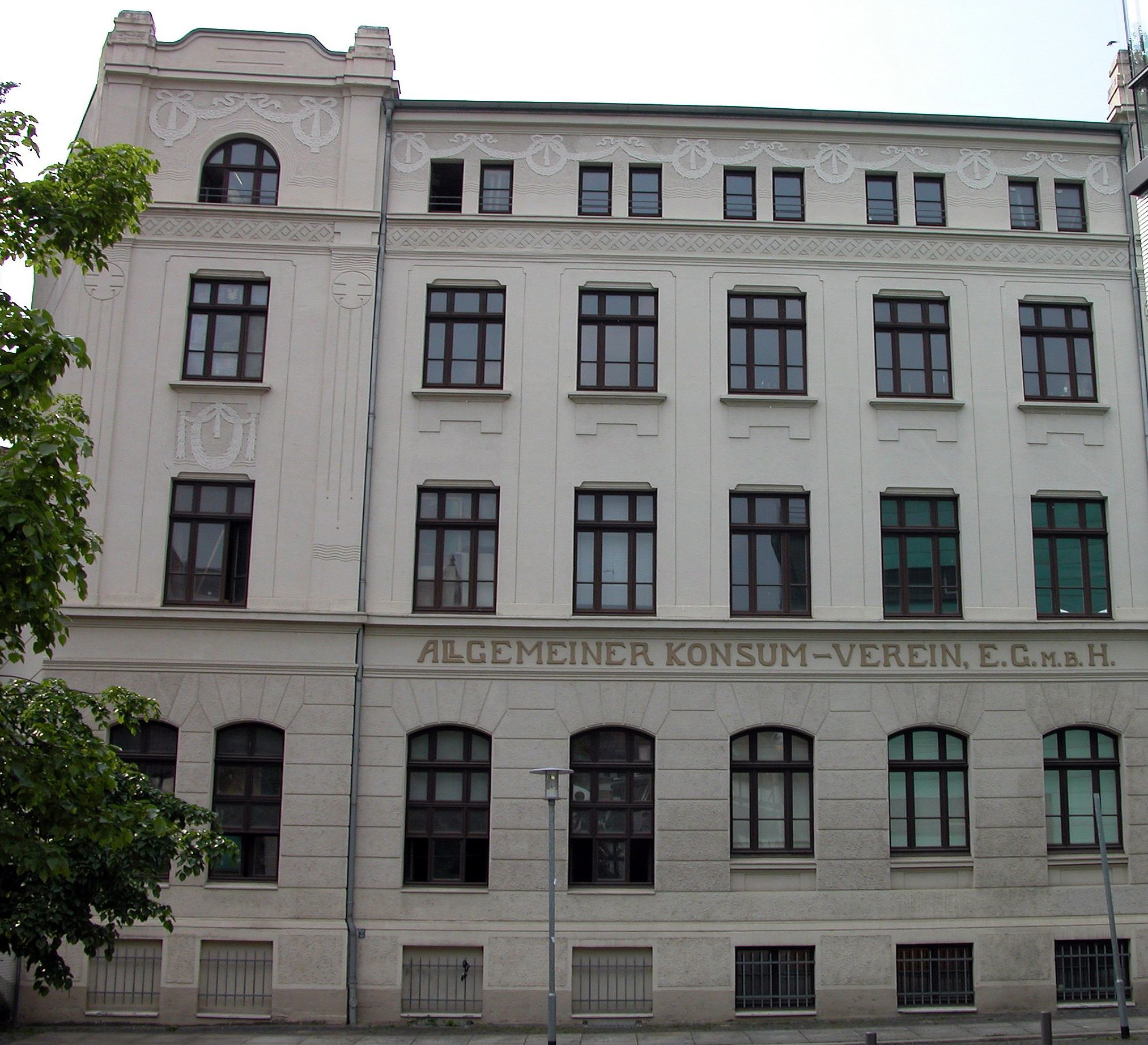
Konsum-Verein
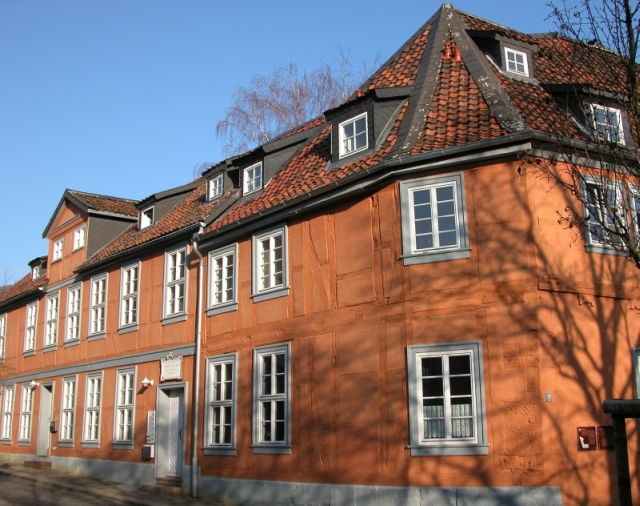
Geburtshaus des Musikers Louis Spohr
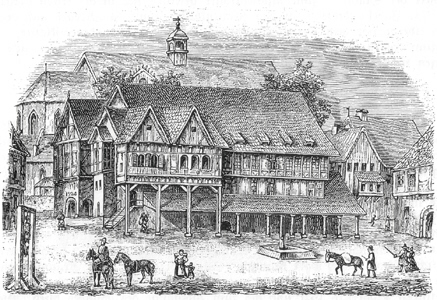
Das Altewiekrathaus (1752 abgerissen)
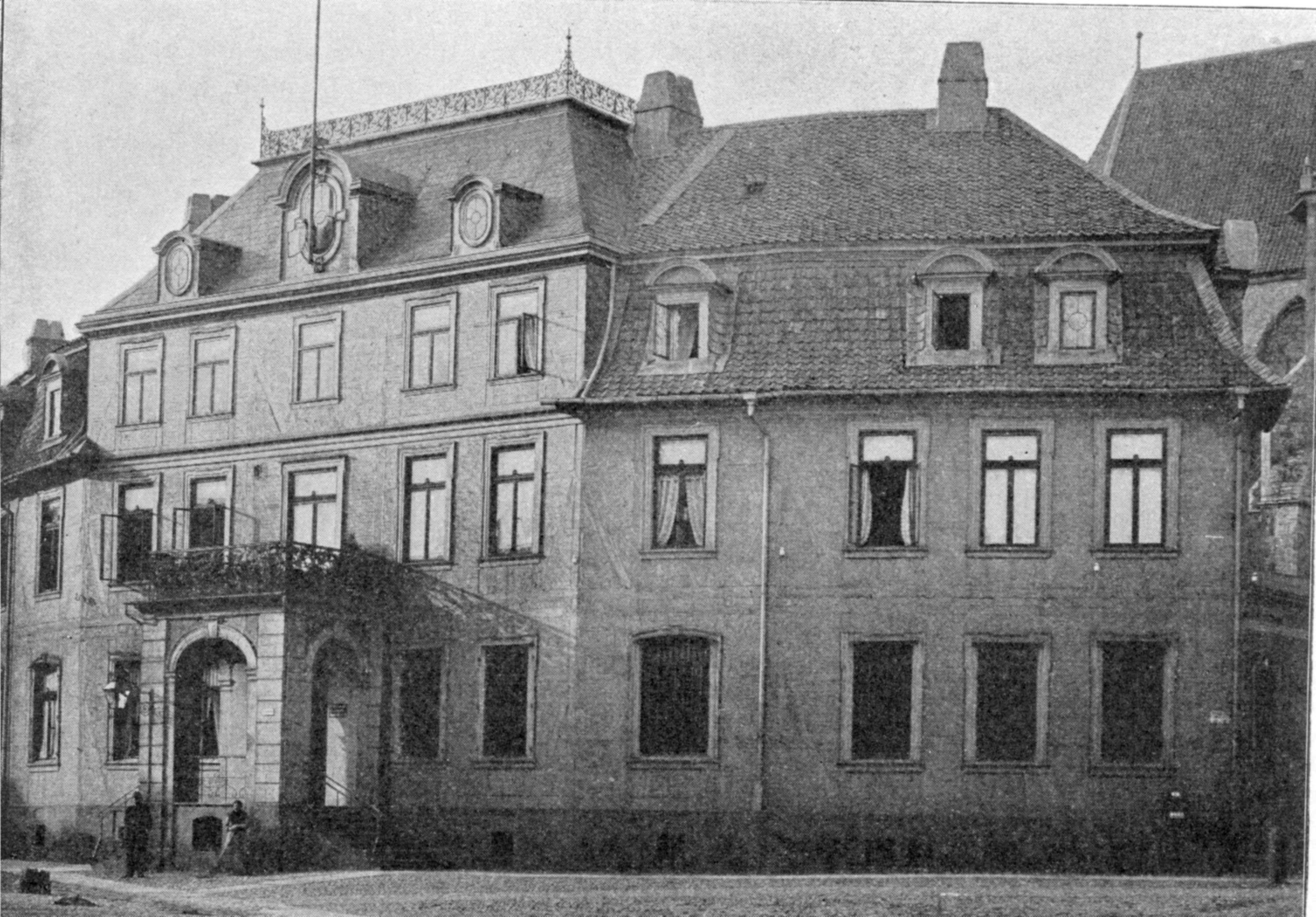
Das Sterbehaus Gotthold Ephraim Lessings (Foto um 1905, das Haus wurde im Zweiten Weltkrieg zerstört)
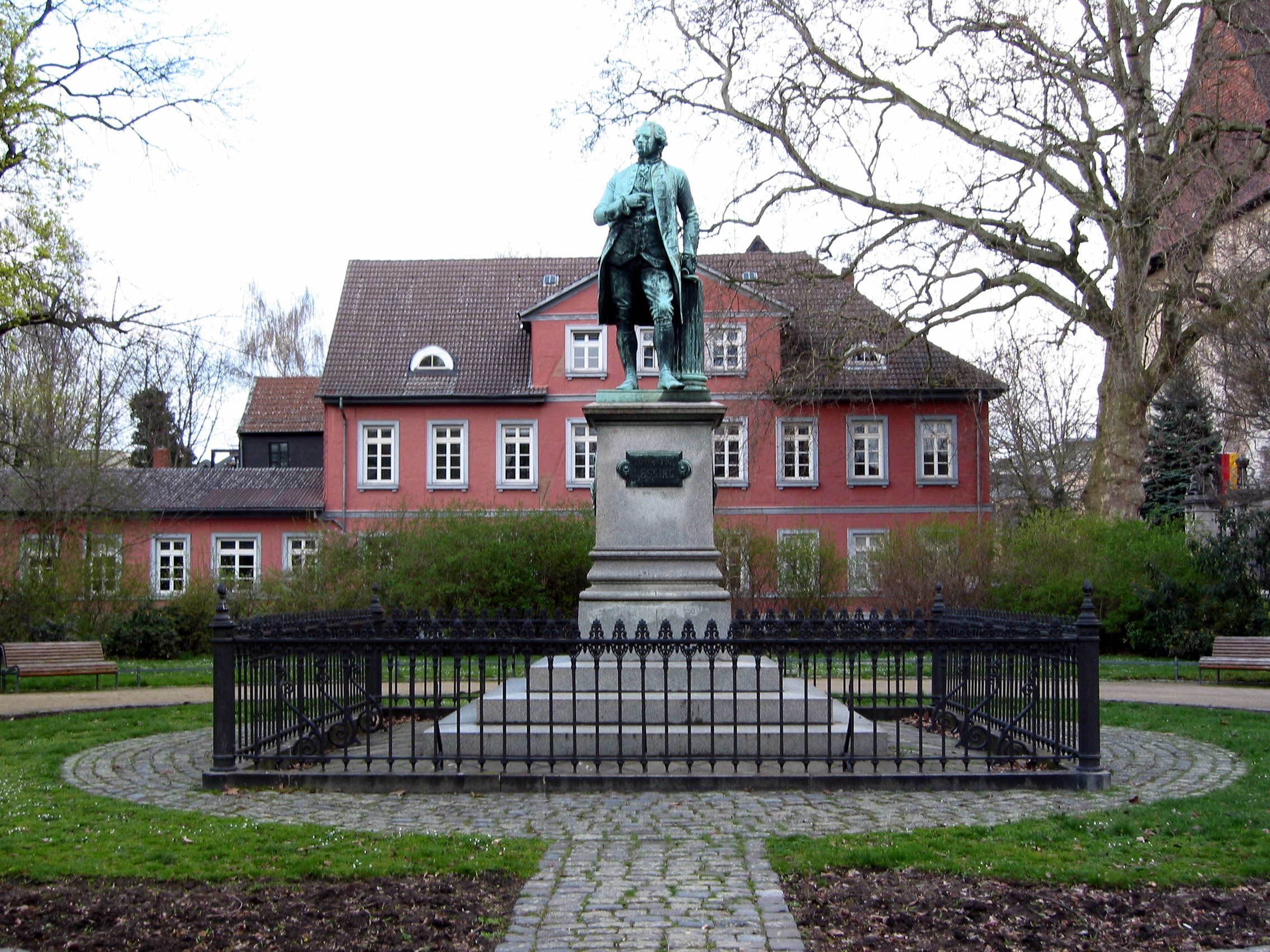
Lessing-Denkmal
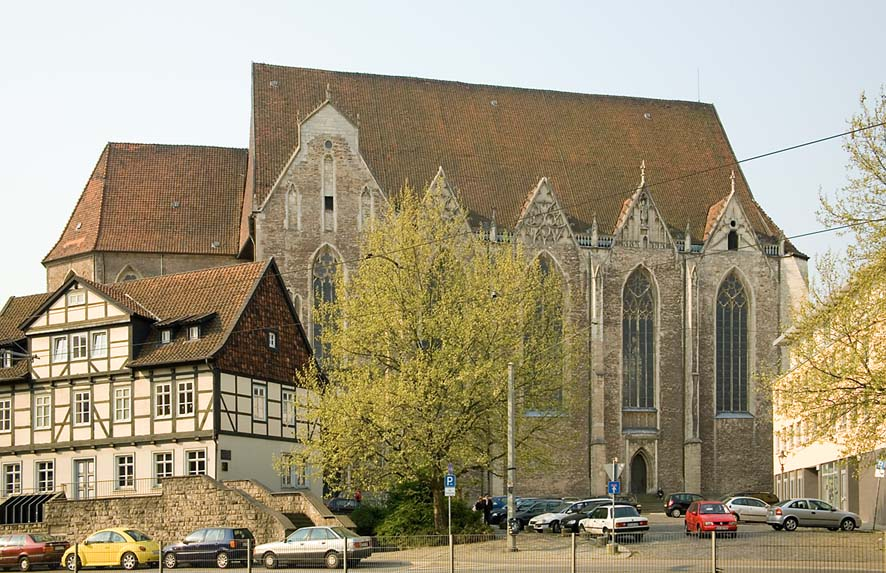
Aegidienkirche (nördliche Ansicht, links davor das von der Wallstraße hierher versetzte Leisewitz-Haus)
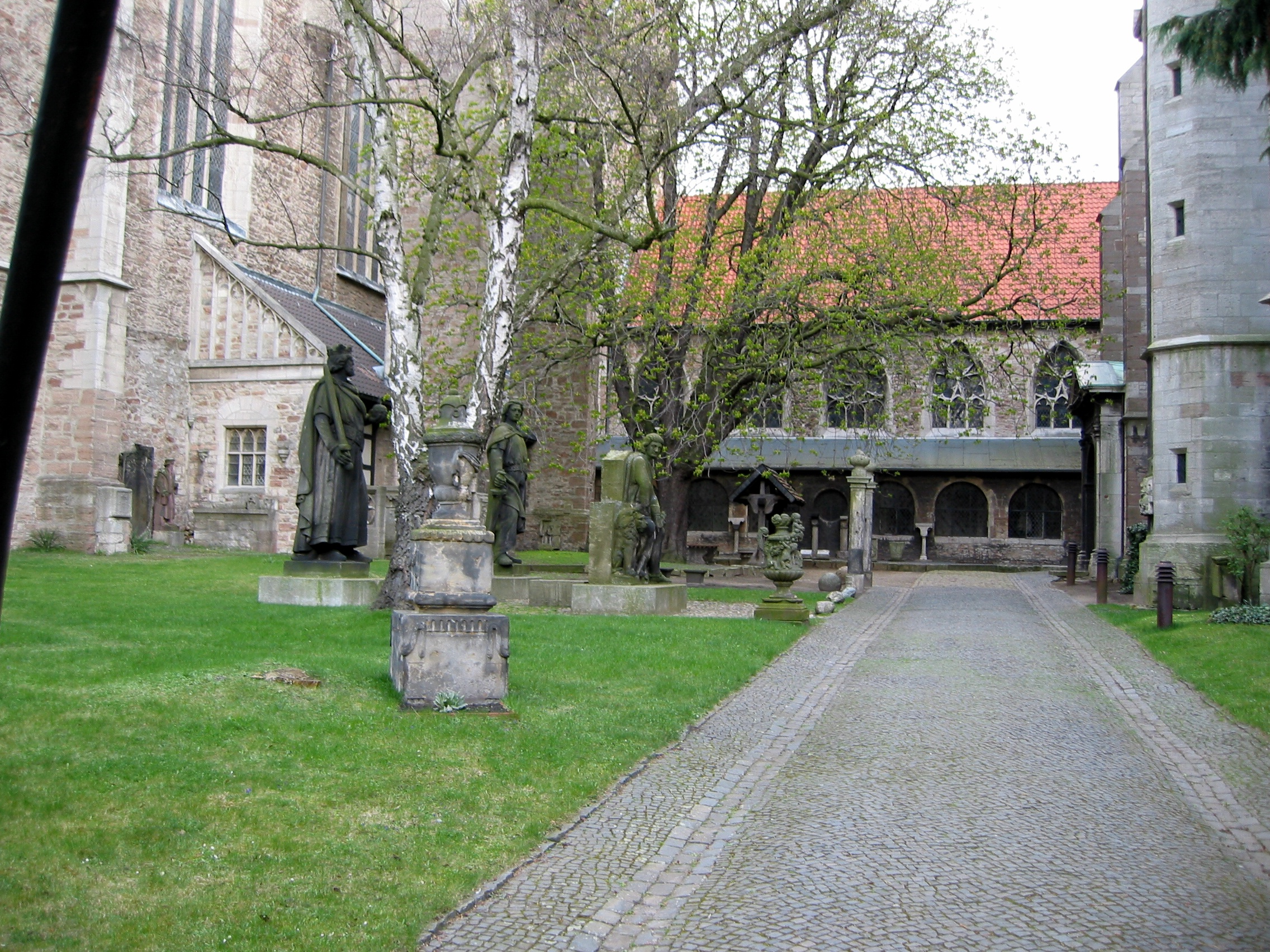
Teil des ehemaligen Klosters (beherbergt seit 1902 einen Teil des Landesmuseums)
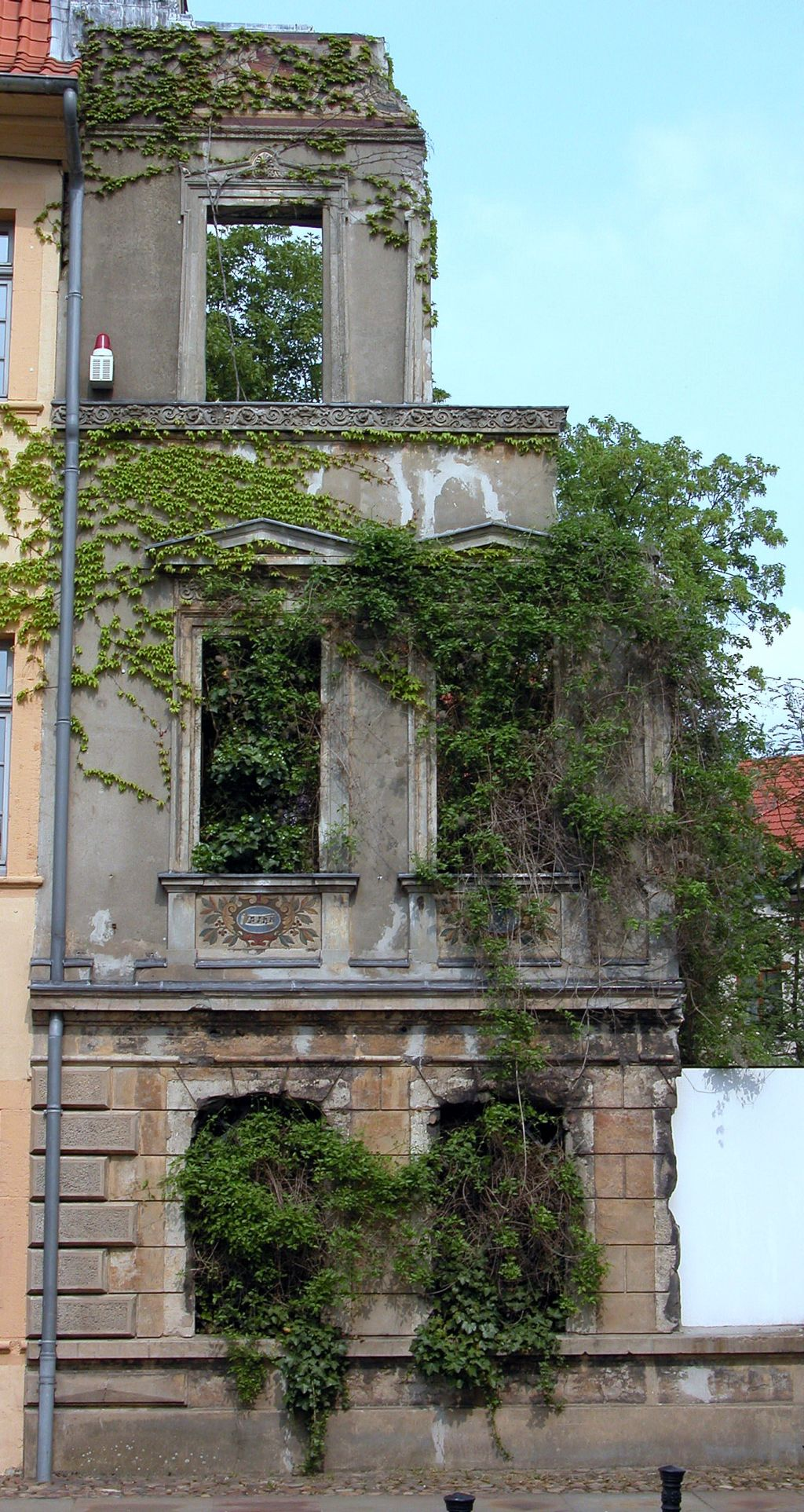
Ruine des Hotels Handelshof am Lessingplatz (im Zweiten Weltkrieg zerstört)